# João Meira
João Diogo Serpa Meira, né le 30 avril 1987 à Setúbal, est un footballeur portugais. Il joue au poste de défenseur central au Vitória Setúbal.

## Carrière
João Meira signe au Chicago Fire en janvier 2016.

## Palmarès
- Champion du Portugal de D2 en 2013 avec le CF Belenenses

## Statistiques
| Saison                | Club                  | Championnat           | Championnat | Championnat | Coupe(s) nationale(s) | Coupe(s) nationale(s) | Total | Total |
| Saison                | Club                  | Division              | M.          | B.          | M.                    | B.                    | M.    | B.    |
| 2011-2012             | Atlético CP           | Segunda Liga          | 7           | 0           | 2                     | 0                     | 9     | 0     |
| Sous-total            | Sous-total            | Sous-total            | 7           | 0           | 2                     | 0                     | 9     | 0     |
| 2012-2013             | CF Belenenses         | Segunda Liga          | 34          | 2           | 3                     | 0                     | 37    | 2     |
| 2013-2014             | CF Belenenses         | Liga ZON Sagres       | 27          | 0           | 2                     | 0                     | 29    | 0     |
| 2014-2015             | CF Belenenses         | Liga ZON Sagres       | 18          | 0           | 9                     | 1                     | 27    | 1     |
| Sous-total            | Sous-total            | Sous-total            | 79          | 2           | 14                    | 1                     | 93    | 3     |
| 2016                  | Chicago Fire          | MLS                   | 13          | 0           | 1                     | 0                     | 14    | 0     |
| Sous-total            | Sous-total            | Sous-total            | 13          | 0           | 1                     | 0                     | 14    | 0     |
| Total sur la carrière | Total sur la carrière | Total sur la carrière | 99          | 2           | 17                    | 1                     | 116   | 3     |